# Katalin Makray
Katalin Makray (Vasvár, 5 de abril de 1945) es una gimnasta artística húngara, ganadora de una medalla de plata olímpica en 1964.
Es la esposa del que fue Presidente de Hungría Pál Schmitt, siendo primera dama durante el gobierno de su marido, entre 2010 y 2012.

## Carrera deportiva
En los JJ. OO. de Tokio 1964 ganó la medalla de plata en las barras asimétricas quedando situada en el podio entre las soviéticas Polina Astakhova (oro) y Larisa Latynina (bronce).